# Lucinda Simões
Pour les articles homonymes, voir Simões (homonymie).
Lucinda Simões, née en 1850 à Lisbonne et morte dans cette même ville en 1928, est une actrice portugaise,  metteure en scène et directrice de théâtre. 
Elle est l'une des femmes artistes les plus reconnues de la fin du XIXe siècle et du début du XXe siècle. 

## Postérité
- Une rue de Lisbonne est nommée en sa mémoire[2] ;
- L'ancien Teatro Lucinda de Rio de Janeiro porte son nom[3].